# Jakapil
Jakapil – rodzaj późnokredowego, bazalnego tyreofora, znalezionego w formacji Candeleros, w Argentynie. Jedynym gatunkiem dinozaura jest Jakapil kaniukura.

## Odkrycie i nazwa
Holotyp MPCA-PV-630 stanowi niekompletny szkielet, na który składają się: ok. 40 osteodermów, kość przedszczękowa i szczękowa, kość klinowa dolna, lewa żuchwa, zęby, górna kość kątowa, fragmenty kręgów i żeber, kości kruczej, łopatki, kości ramiennej, łokciowej, śródręcza, kości kulszowej, udowej, piszczelowej i strzałkowej, a także paliczki kończyny dolnej. Na podstawie analizy zachowanych kości szacuje się, że dinozaur miał do 1,5 m długości, przy masie ok. 4,5–7 kg.

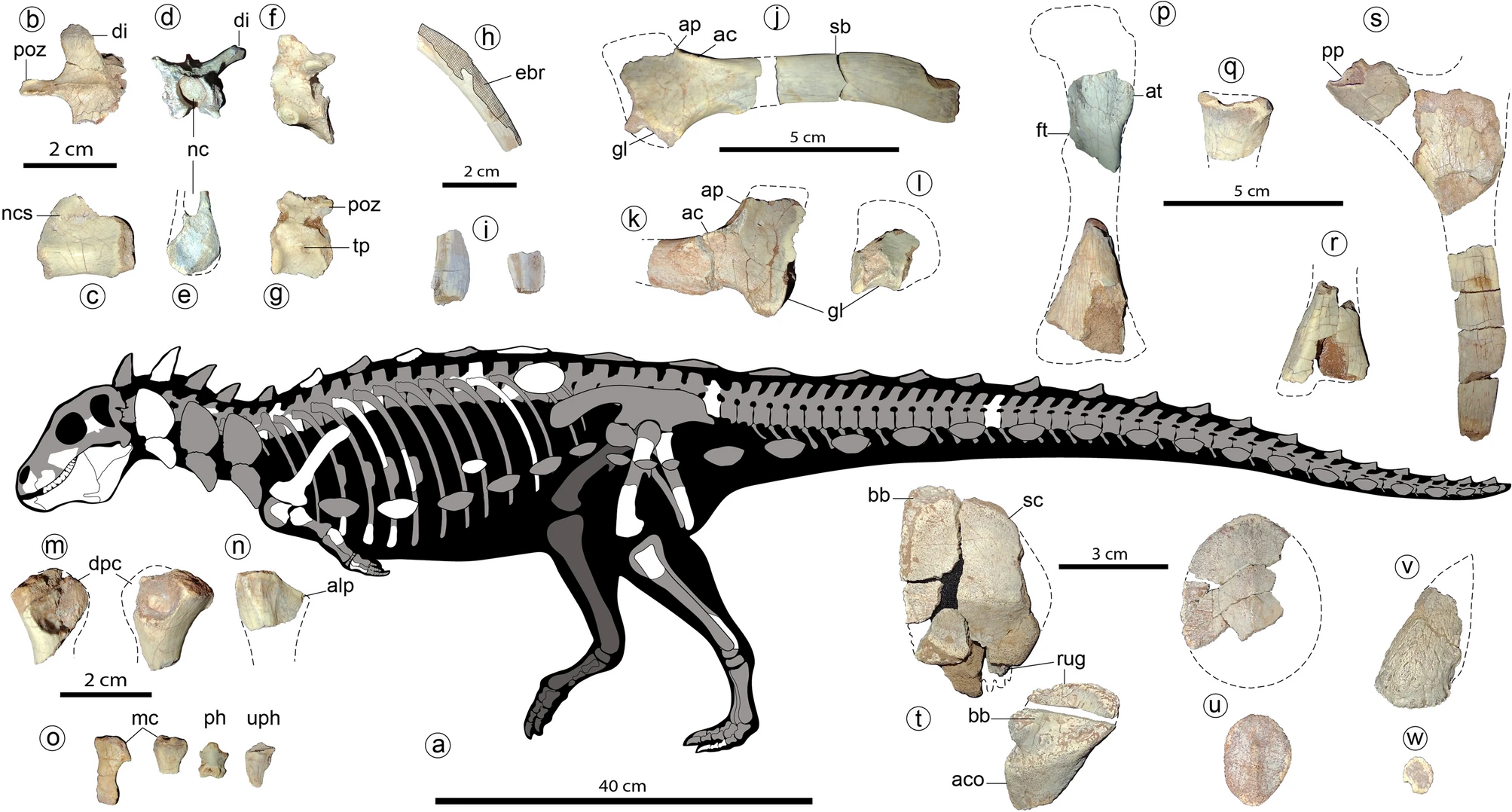
Rekonstrukcja szkieletu Jakapil na podstawie znalezionych skamieniałości (zaznaczone na biało)

Pierwszy okaz Jakapil znaleziono w 2012 r., w latach 2014–2020 zespół paleontologów wydobył wyżej wymienione elementy szkieletu. Nazwa rodzajowa, pochodząca z języka Puelczów, znaczy „tarczownik”, co jest odwołaniem do kostnych płytek na ciele tego dwunożnego pancernego dinozaura. Nazwa gatunkowa składa się z dwóch wyrazów z języka mapucze, kaniu (grzebień) i kura (kamień), co nawiązuje do jego głębokiej żuchwy.

## Klasyfikacja

Porównanie rozmiarów Jakapil kaniukura do dorosłego człowieka

Ze względu na połączenie cech zaobserwowanych u bazalnych dinozaurów ptasiomiednicznych, bazalnych tyreoforów i ankylozaurów analiza filogenetyczna klasyfikuje Jakapil jako bazalnego tyreofora poza kladem Eurypoda (obejmującym ankylozaury i stegozaury). Zespół paleontologa Facundo Riguettiego wysnuł w 2022 r. hipotezę, na podstawie której Jakapil miał być przedstawicielem dotychczas nieznanego kladu tyreoforów. Klad ten mógł się oddzielić podczas synemuru.
|  | Jakapil |
|  |         |

|  | Stegosauria  |
|  |              |
|  | Ankylosauria |
|  |              |

|  | Jakapil |
|  |         |

|  | Stegosauria  |
|  |              |
|  | Ankylosauria |
|  |              |

|  | Jakapil |
|  |         |

|  | Stegosauria  |
|  |              |
|  | Ankylosauria |
|  |              |

|  | Jakapil |
|  |         |

|  | Stegosauria  |
|  |              |
|  | Ankylosauria |
|  |              |

|  | Jakapil |
|  |         |

|  | Stegosauria  |
|  |              |
|  | Ankylosauria |
|  |              |

|  | Jakapil |
|  |         |

|  | Stegosauria  |
|  |              |
|  | Ankylosauria |
|  |              |

|  | Jakapil |
|  |         |

|  | Stegosauria  |
|  |              |
|  | Ankylosauria |
|  |              |

|  | Jakapil |
|  |         |

|  | Stegosauria  |
|  |              |
|  | Ankylosauria |
|  |              |

Status Jakapil jako należącego do tyreoforów jest kwestionowany przez niektórych badaczy. Powodem tych stojących w kontrze do ustaleń Riguettiego hipotez są liczne cechy niespotykane u przedstawicieli Thyreophora. Jedyną cechą, jaką Jakapil dzielił ze znanymi tyreoforami, były pancerne płytki, mimo że te posiadane przez Jakapil były niższe. Dodatkowo zęby Jakapil miały morfologię inną niż u innych dinozaurów ptasiomiednicznych. W związku z tym stwierdzono, że Jakapil prawdopodobnie jest rodzajem opancerzonego marginocefala lub przedstawiciela nienazwanej jeszcze linii ptasiomiednicznych dinozaurów, innej niż tyreofory. 

## Paleobiologia

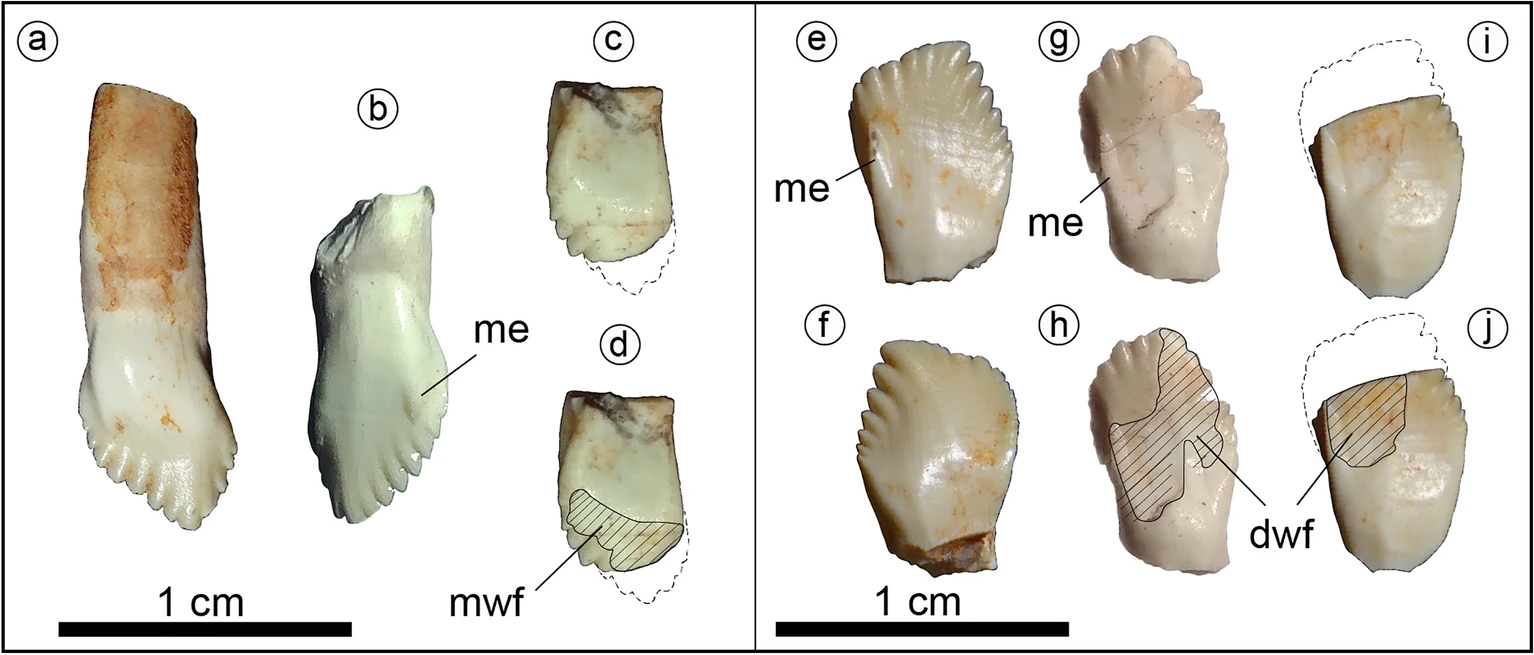
Zęby Jakapil

Prosty długi pysk Jakapil doprowadził Riguettiego do konkluzji, że dinozaur ten nie używał zębów tylko do ścinania liści (które potem miałyby zostać rozdrobnione przy pomocy gastrolitów w żołądku). Duże zużycie uzębienia sugeruje raczej, że był on przeżuwaczem.

## Paleośrodowisko
Formacja Candeleros, w której odkryto szczątki Jakapil była w okresie jego występowania pustynią, przez naukowców nazwaną pustynią Kokorkom. Skamieniałości znalezione na tym obszarze reprezentują faunę typową dla średniokredowego ekosystemu zachodniej Gondwany.